# Harry Penk
Harry Penk, all'anagrafe Henry Penk (Wigan, 19 luglio 1934 – 22 giugno 2020) è stato un calciatore inglese, di ruolo attaccante.

## Caratteristiche tecniche
Era un'ala.

## Carriera
Tra il 1953 ed il 1955 gioca a livello semiprofessionistico nella Lancashire Combination con il Wigan, club della sua città natale; nell'estate del 1955 viene acquistato per 2500 sterline (all'epoca la cifra più alta mai pagata per un giocatore militante nella Lancashire Combination) dal Portsmouth, club della prima divisione inglese, con cui nella stagione 1955-1956, all'età di 21 anni, esordisce tra i professionisti giocando 6 partite di campionato; l'anno seguente segna invece le sue prime reti in carriera tra i professionisti, andando in rete per 2 volte in 3 partite di campionato giocate.
Nell'estate del 1957 viene ceduto per 4000 sterline al Plymouth, club di terza divisione, con il quale nella stagione 1957-1958 realizza 2 reti in 42 partite di campionato; nella stagione 1958-1959 contribuisce invece alla vittoria del campionato (e quindi alla promozione in seconda divisione) con 9 reti in 37 presenze, a cui poi aggiunge 25 presenze e 3 reti in seconda divisione nel corso della stagione 1959-1960, al termine della quale viene ceduto al Southampton, club neopromosso in seconda divisione, dove trascorre quattro stagioni con un ruolo da comprimario (nell'arco di tutta la sua permanenza nei Saints totalizza infatti 52 partite e 6 reti in incontri di campionato). Chiude poi la carriera ai semiprofessionisti del Salisbury City.
In carriera ha totalizzato complessivamente 165 presenze e 22 reti nei campionati della Football League.

## Palmarès

### Club

#### Competizioni regionali
- Lancashire Combination: 1

Wigan: 1953-1954

#### Competizioni nazionali
- Third Division: 1

Plymouth: 1958-1959